# Télescope cosmologique d'Atacama
Pour les articles homonymes, voir ACT et Atacama.
Le télescope cosmologique d'Atacama (Atacama Cosmology Telescope ou ACT) est un radiotélescope de six mètres construit sur le Cerro Toco (en) dans le désert d'Atacama au Nord du Chili.  Il est conçu pour cartographier le ciel en micro-ondes avec une haute résolution afin d'étudier le fond diffus cosmologique. Situé à une altitude de 5 190 mètres, il est actuellement[Quand ?] le plus haut télescope permanent du monde.
Construit au cours du printemps de 2007, les premières observations ont été réalisées pour le 8 juin 2007 avec un prototype de caméra. La caméra définitive sera la caméra à bolomètres millimétriques (MBAC : Millimetre Bolometric Array Camera) et sera installée plus tard en 2007.
Le projet est le résultat d'une collaboration entre l'université de Princeton, l'université de Pennsylvanie, NASA/GSFC, l'université de la Colombie-Britannique, NIST, l'université pontificale catholique du Chili, l'université du KwaZulu-Natal, l'université de Cardiff, l'université Rutgers, l'université de Pittsburgh, l'université Columbia, Haverford College, INAOE, LLNL, NASA/JPL, l'université de Toronto, l'université du Cap, l'université du Massachusetts et York College, CUNY. Il est financé par la National Science Foundation des États-Unis.

## Conception et emplacement
L'ACT est un télescope grégorien désaxé, avec un miroir primaire de six mètres et un miroir secondaire de deux mètres. Les miroirs sont fabriqués en aluminium et sont segmentés à cause de leurs grandes dimensions : le miroir primaire a 91 panneaux et le secondaire a 11 panneaux. Contrairement à la plupart des télescopes qui suivent lentement le ciel quand la terre tourne, l'ACT cartographie une bande du ciel d'environ cinq degrés de large, en balayant le ciel en azimut à la vitesse de deux degrés par seconde. Comme le télescope pèse à peu près cinquante tonnes, ce déplacement représente un défi en termes de construction.